# فيلار دي إنفانتادو
بلدية فيلار دي إنفانتادو (بالإسبانية: Villar del Infantado)‏، هي إحدى بلديات مقاطعة قونكة إحدى مقاطعات إسبانيا، و التي تقع في منطقة قشتالة لا منتشا وسط البلاد, و المائلة لجهة الشرق من إسبانيا.
يبلغ عدد سكانها 42 نسمة وفقاً لإحصائية سنة (2007).